# Моана Каркассес Калосіль
Моана Каркассес Калосіль (нар. 28 січня 1963) — політичний діяч, прем'єр-міністр Вануату з березня 2013 року. Він перший з натуралізованих громадян країни, який став прем'єр-міністром.

## Життєпис
Каркассес народився 27 січня 1963 року на Таїті. Його мати була етнічною таїтянкою. Його батько-француз походив з Каркассонна, що у Південній Франції.

### Політична кар'єра
Займав пост міністра закордонних справ в уряді Едуарда Натапеї з 2003 до 2004 року. Після парламентських виборів 2004 року він зайняв пост міністра фінансів в уряді Сержа Вохора. Йому вдалось зберегти свою посаду, коли того ж року уряд очолив Гам Ліні. Каркассес залишався на посаді до 14 листопада 2005, коли Ліні звільнив його з невідомих причин. З грудня 2009 до грудня 2010 року займав посаду міністра внутрішніх справ та міністра праці в уряді Едуарда Натапеї. З грудня 2010 до червня 2011 займав пост міністра фінансів та економічного розвитку в уряді Сато Кілмана.
Він є членом Партії зелених Вануату (Зелена Конфедерація), до лав якої він вступив у листопаді 2005. З того часу він став лідером опозиції.
У грудні 2008 року його та ще одного члена парламенту, Ральфа Регенвану, було заарештовано на 24 години за звинуваченням: «переховування та допомога ув'язненим», «опір поліції» та «співучасть у злочині» під час втечі 30 бранців з центральної в'язниці у місті Порт-Віла. Хоча Регенвану зізнався, що знав про план втечі та надавав допомогу в переховуванні втікачів, наразі є незрозумілою роль Каркассеса у зазначених подіях. Їх було звільнено умовно, й вони постали перед судом у лютому 2009 року.
У вересні 2009 року Верховний суд країни зняв усі звинувачення з обох політиків.
У грудні 2009 року Каркассес вийшов з опозиції та приєднався до уряду Натапеї, ставши міністром внутрішніх справ та міністром праці. На цій посаді він закликав молодь йти працювати на село, а не прагнути до столиці. Таким чином він намагався боротись із безробіттям.
У грудні 2010, коли уряд Натапеї було відправлено у відставку в результаті вотуму недовіри, Каркассес підтримав Сато Кілмана, в результаті чого отримав пост міністра фінансів та економічного розвитку в новому уряді. Втім, Кілману також було висунуто вотум недовіри 24 квітня 2011, тоді ж свій пост втратив і Каркассес. Уряд було відновлено за три тижні, 13 травня, коли апеляційний суд скасував результати виборів. Такий стан справ зберігався протягом місяця: 16 червня Верховний суд визнав прем'єрство Кілмана недійсним, і Каркассес втратив свою посаду вдруге. 26 червня парламент відновив Кілмана на посту глави уряду, і Каркассес був відновлений на своїй посаді.

### Прем'єр-міністр
Після виборів 2012 року він зберіг за собою місце в уряді. Трохи згодом парламент обрав Каркассеса на пост прем'єр-міністра, набравши 52 голоси проти 34. Він став першим іноземцем, хто зайняв пост прем'єр-міністра Вануату, що дало привід його опонентам наполягати на тому, що Каркассес не може обіймати пост глави уряду країни.
На пост міністра закордонних справ Каркассес призначив, Едуарда Натапеї. Протягом перших кількох днів функціонування нового уряду було відкликано близько десяти дипломатів з аргументацією, що вони не пройшли повної процедури призначення на посади.